# Entre la niebla (película colombiana)
"Entre la niebla" (conocida en inglés como A Vanishing Fog) es una película colombiana de 2021 dirigida por Augusto Sandino, cineasta colombiano que es conocido por su estilo poético y su enfoque contemplativo. La película es una de las producciones más llamativas del cine Latinoamericano contemporáneo, en parte por su enfoque ambiental y su narración no convencional, la cual refleja temas como la conexión entre el hombre y la naturaleza, la soledad y la devastación ecológica.

## Sinopsis
La película sigue a F, un joven introvertido que vive aislado con su padre enfermo en un páramo montañoso de Colombia. La vida de F está profundamente conectada con este ecosistema en peligro de extinción, ya que cuida de su padre, lo cual representa tanto una carga emocional como una obligación de preservación. F se enfrenta a la amenaza constante de un cambio irreversible en el paisaje debido a la presión de intereses externos que quieren explotar la tierra para beneficio económico.
A lo largo de la película, se explora la relación simbiótica entre el protagonista y el páramo, un lugar que se percibe no solo como un entorno natural, sino como un espacio espiritual y casi mágico. La película se mueve entre la realidad y lo onírico, con elementos visuales y sonoros que enfatizan la conexión entre el estado mental de F y la desintegración de su entorno.

## Temas Principales
1. Conexión con la naturaleza: Uno de los temas más prominentes es la relación del ser humano con la naturaleza. El protagonista, F, parece ser el último guardián de un ecosistema vulnerable, y su lucha por preservarlo refleja el tema global de la devastación ambiental. La película muestra el páramo como un lugar sagrado y místico, un personaje en sí mismo, lo cual subraya la importancia de los entornos naturales no solo como recursos físicos, sino como espacios con un valor espiritual y cultural que trasciende lo material.
2. Soledad y aislamiento: La soledad es otro tema crucial, representada a través de la vida solitaria de F en el páramo, su desconexión del mundo exterior y la relación distanciada que mantiene con su propio padre. El aislamiento de F parece reflejar también una desconexión más amplia: entre los humanos y el entorno, y entre las generaciones que están despojadas de su conexión con la tierra.
3. Devastación ecológica y resistencia: La amenaza de la industrialización y la explotación de la tierra está presente en toda la película. A través de F y su lucha silenciosa, la película aborda las tensiones entre la modernización y el deseo de preservar lo que queda de los ecosistemas vírgenes. F es un símbolo de resistencia, aunque su lucha parece una batalla perdida frente a las fuerzas que desean destruir el páramo.
4. Cuidado y obligación familiar: La relación entre F y su padre enfermo también es un tema importante. F se siente obligado a cuidar a su padre, a pesar de las dificultades físicas y emocionales que esto conlleva. Este cuidado se presenta como una metáfora de la obligación más amplia de F de proteger su entorno. La película entrelaza estas dos responsabilidades de manera que la naturaleza y la familia parecen fundirse en una sola obligación sagrada.
5. Realismo mágico y lo místico: A lo largo de la película, se exploran elementos de realismo mágico que reflejan una sensibilidad muy latinoamericana. La naturaleza del páramo no es solo un lugar físico, sino que se presenta con un aire de misterio y espiritualidad. Esto evoca una visión del mundo donde lo mágico y lo natural están entrelazados, y donde los paisajes no solo contienen belleza, sino también secretos insondables que se reflejan en la psique humana.[5]

## Estilo Visual y Narrativo
La película está marcada por su enfoque visual, que utiliza el paisaje del páramo colombiano como un personaje propio. El director Augusto Sandino combina tomas panorámicas de la naturaleza con un ritmo pausado y contemplativo. Las imágenes son casi etéreas, con un uso fuerte de la niebla y los efectos atmosféricos que acentúan la sensación de un mundo en descomposición y en transición.
El ritmo narrativo es lento e introspectivo, lo que puede recordar el estilo de cineastas como Andrei Tarkovsky o Apichatpong Weerasethakul, donde la contemplación del paisaje y los detalles de la vida cotidiana adquieren un significado profundo. La película no sigue una estructura narrativa convencional; en lugar de depender de la acción, se basa en sensaciones, atmósferas y la exploración de los estados de ánimo del protagonista.

## Impacto Ambiental y Simbólico
"Entre la niebla" está profundamente comprometida con la causa ambiental y representa una llamada de atención sobre la crisis ecológica. Al centrarse en el páramo, un ecosistema extremadamente frágil y de vital importancia para el ciclo del agua, Sandino no solo busca contar una historia personal, sino también señalar la urgencia de proteger estos espacios naturales.
El páramo en Colombia es una de las fuentes más importantes de agua en la región, pero también es uno de los ecosistemas más amenazados por el cambio climático y la intervención humana. La película aborda estos temas de manera sutil pero impactante, al mostrar cómo el equilibrio natural está siendo destruido por la codicia y la indiferencia humana.

## Actuaciones y Personajes
El protagonista, interpretado por Sebastián Pii, ofrece una actuación profundamente introspectiva. F es un personaje de pocas palabras, pero su relación con su entorno y las emociones contenidas que muestra a lo largo de la película transmiten un peso emocional considerable. La dinámica entre F y su padre es igualmente poderosa, aunque en gran parte está marcada por el silencio y la resignación.
El reparto de la película es reducido, lo cual enfatiza el aislamiento del protagonista y su estrecha relación con la naturaleza. Cada interacción, ya sea con su padre o con el entorno natural, es cuidadosamente orquestada para reflejar la profunda soledad y la resistencia de F.

## Reconocimiento y Recepción
"Entre la niebla" fue bien recibida en el circuito de festivales, destacándose por su tratamiento artístico y su reflexión sobre temas ecológicos. Si bien su estilo contemplativo y la falta de una narrativa convencional pueden no atraer a todos los públicos, aquellos que valoran un cine más poético y existencial han elogiado la película por su belleza visual y su profundidad temática.

En festivales como el Tallinn Black Nights Film Festival y SXSW donde recibió el premio especial del jurado a la mejor cinematografía, la película fue apreciada por su innovación en el cine colombiano, un cine que está en constante crecimiento y que busca explorar nuevas formas narrativas y estéticas. Además, ha sido reconocida por su compromiso con la preservación ambiental y su retrato del páramo como un lugar místico y vital.
1. ↑  A Vanishing Fog (2021) - IMDb, consultado el 27 de septiembre de 2024.
2. ↑  «A Vanishing Fog Featured, Reviews Film Threat» (en inglés estadounidense). 19 de marzo de 2022. Consultado el 29 de septiembre de 2024.
3. 1 2 3 4 5  Entre la niebla (2021) - Trama - IMDb, consultado el 29 de septiembre de 2024.
4. ↑  «A Vanishing Fog - Movie». Moviefone (en inglés). Consultado el 29 de septiembre de 2024.
5. ↑  victorfraga (20 de noviembre de 2021). «A Vanishing Fog (Entre la Niebla)». DMovies (en inglés británico). Consultado el 29 de septiembre de 2024.
6. ↑  «Review: A Vanishing Fog». Cineuropa - the best of european cinema (en inglés). 29 de noviembre de 2021. Consultado el 29 de septiembre de 2024.
7. ↑  Holland2021-11-20T14:45:00+00:00, Jonathan. «‘A Vanishing Fog’: Tallinn Review». Screen (en inglés). Consultado el 29 de septiembre de 2024.
8. ↑  «A Vanishing Fog». poff.ee (en inglés). Consultado el 29 de septiembre de 2024.

- Datos: Q131315718